# Laothoes meinerti
Laothoes meinerti is een vlokreeftensoort uit de familie van de Calliopiidae. De wetenschappelijke naam van de soort is voor het eerst geldig gepubliceerd in 1871 door Boeck.